# Mammillaria multidigitata
Mammillaria multidigitata är en kaktusväxtart som beskrevs av Radley och G.E. Linds. Mammillaria multidigitata ingår i släktet Mammillaria och familjen kaktusväxter. Inga underarter finns listade i Catalogue of Life.

## Bildgalleri

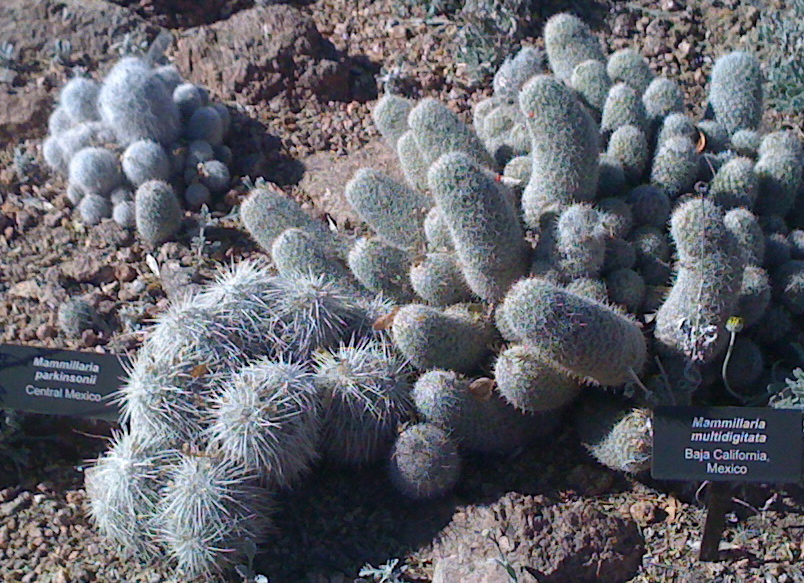